# Друг солдата
Друг солдата (англ. A Soldier's Friend) — детский роман 2014 года, написанный Меган Рикс и опубликованный Puffin Books.

## Сюжет
История повествует о дружбе собаки Сэмми и кота Маузера во время Первой мировой войны.

## Критика
Роман был хорошо принят. «Лотти Лонгшенкс» в рецензии The Guardian заявила, что «книга хорошо написана и легко читается» и что «она так ярко оживляет это время в истории». Джулия Экклшер, пишущая для веб-сайта Love Reading 4 Kids, назвала это «захватывающей и трогательной историей».
Penguin Schools вместе с веб-сайтом TeachItPrimary предоставляют курс занятий на основе книги, который можно использовать в качестве учебного ресурса в начальных школах.